# Hooj Choons
 (décembre 2015).
Hooj Choons (huge tunes) est un label discographique britannique de house et de trance créé par Alex Simons et Red Jerry en 1990.
Don't You Want Me (1992) de Felix,Gamemaster (1997) de Lost tribe et Greece 2000 (1997) de Three Drives sont des exemples de titres sortis sur ce label.